# 曹楚枫
曹楚枫（英語：Catherine Cao Chu Feng），中国女性电视中英双语主持人和演员，為新西兰奥克兰大学荣誉硕士，曾在中国中央电视台和新西兰电视台等多个视像平台主持专题节目，采访过数十位政治和电影界名人。

## 个人经历
曹楚枫出生于湖南长沙，10多岁随父母移民新西兰。在新西兰奥克兰大学获得了学士和荣誉硕士学位；本科拥有电影、电视和媒体学，以及心理学双学位，而其任研究生時主修电影、电视和媒体学。
她于2012年加入新西兰英文电视台TV9，主持时政节目《Asia Focus》，同时担任新西兰CTV8《新闻今日谈》等栏目主持人。
2014年11月底回到中国，开始在CCTV6《世界电影之旅》栏目做主持、记者和编导。
在2018年主持了中国CCTV9国际美食纪录片《遇见·橘子红了》。

## 演出作品

### 主持節目
| 年份      | 电视台 | 栏目名        | 备注               |
| --------- | ------ | ------------- | ------------------ |
| 2012-2013 | TV9    | Asia Focus    | 主持人             |
| 2012-2014 | CTV8   | 新闻今日谈    | 主持人             |
| 2012-2014 | CTV8   | 我爱纽西兰    | 主持人和编导       |
| 2012-2014 | CTV8   | 新闻30分      | 主播和记者         |
| 2014-2017 | CCTV6  | 世界电影之旅  | 主持人、编导和记者 |
| 2018      | CCTV9  | 遇见·橘子红了 | 主持人/主人公      |

### 其他

#### 主持活动
| 年份 | 活动                                 |
| ---- | ------------------------------------ |
| 2013 | 2013新西兰华人跨年盛典               |
| 2015 | 第五届北京国际电影节天坛奖评委发布会 |
| 2016 | 第六届北京国际电影节戛纳推介会       |
| 2016 | 新西兰中国电影周发布会               |

## 外部連結
- 曹楚枫的新浪微博
- Chufeng（Catherine）Cao | LinkedIn - 领英[永久]